# 三条実顕
三条 実顕（さんじょう さねあき）は、江戸時代中期の公卿。権大納言・三条公充の養子。官位は従一位・右大臣。三条家25代当主。主に中御門天皇（114代）・桜町天皇（115代）・桃園天皇（116代）の三代に亘り仕えた。

## 経歴
左近衛中将・三条公兼の次男として誕生。初名は利季。
正徳4年（1714年）、叙爵。享保4年（1719年）、叔父である三条公充の婿養子に入った。三条家の嫡男として侍従・左近衛中将・権中納言・踏歌節会外弁・権大納言などを経て、寛延2年（1749年）に右近衛大将、内大臣となった。翌年辞職。宝暦4年（1754年）には従一位・右大臣に任じられるも辞職する。

## 系譜
- 父：三条公兼
- 母：広幡豊忠の娘
- 養父：三条公充
- 養母：房（井伊直興の娘）
- 妻：三条公充の娘
  - 男子：三条季晴
- 生母不明の子女
  - 男子：河鰭実祐 - 権大納言。河鰭季満養子
  - 女子：中山忠尹[3]室
- 養子
  - 男子：三条西延季 - 権大納言。三条西公福の子